# Paul Newton
Paul Newton (Doncaster, 21 febbraio 1948) è un bassista, cantante e polistrumentista britannico,  famoso per la sua militanza nella progressive rock band Uriah Heep.

## Biografia
Dopo aver militato in una band chiamata Shinn, si unì ai The Gods con Ken Hensley e Lee Kerslake, in sostituzione di Greg Lake. 
Era il bassista originale degli Uriah Heep e ha suonato nei primi tre album della band.
Successivamente ha suonato per una band chiamata Festival, e ha anche lavorato come turnista.  
Ha collaborato con i Behind Closed Doors, una band formata da suo figlio, Julian. 
Ora lavora occasionalmente con la band Off the Cuff con un amico di lunga data, il chitarrista Dave Beale.
Insieme a John Lawton, è stato ospite di tre canzoni con gli Uriah Heep al Masters of Rock Festival nella Repubblica Ceca l'11 luglio 2019, suonando per la prima volta con la band dal 1971.

## Discografia

### Con gli Uriah Heep
- 1970 - ...Very 'Eavy ...Very 'Umble
- 1971 - Salisbury
- 1971 - Look at Yourself

### Collaborazioni
- 2000 - Babybird - Bugged
- 2000 - Dave Pierce - Euphoria Transcendental
- 2001 - Mark Lewis - Global Frequencies
- 2001 - Ministry Offer - The Annual Spring
- 2002 - Christine Andreas - Here's To the ladies
- 2004 - Dominique Lise - 20 Years
- 2006 - Jackie Stephens - New Listen
- 2006 - Tony Hadley - Passing Strangers
- 2008 - Will Young - Let It Go
- 2008 - Albert Lee - Like this